# Jakovljev Jak-26
Jakovljev Jak-26 bio je sovjetski dvomotorni bombarder koji nikada nije ušao u operativnu uporabu. Iako je zajedno s Jakom-27 trebao osigurati sigurnu budućnost projektnog ureda Jakovljev, njihovi zajednički neuspjesi su doveli do njegovog ukidanja.

## Razvoj
Nakon razvoja brojnih eksperimentalnih zrakoplova (inačice Jaka-25) jedini način da se Jakovljev održi na "tržištu" sovjetskih borbenih aviona bio je da u što kraćem vremenu na osnovi Jaka-25 razvije nadzvučni avion. Zbog toga je 1954. pokrenut trostruki projekt razvoja nadzvučnog taktičkog bombardera, nadzvučnog lovca i nadzvučnog izvidničkog aviona. Sva tri su se tri bazirala na poboljšanom Jaku 25.

Najjednostavniji način bila je ugradnja jačih motora, koji su u to vrijeme već bili dostupni. Prvotno je odabran motor Mikulin AM-11, no njegov je razvoj zapao u teškoće. Nekoliko proizvedenih primjeraka dodijeljeno je Mikojanu za testiranje eksperimentalnog aviona OKB-155. Zbog toga je odabran motor Mikulin AM-9B/RD-9B, koji je razvijen za lovac MiG-19. Osnovni potisak motora bio je 26 kN, ali se sa sustavom za naknadno izgaranje povećavao na 31,9 kN. Tako je nastao Jak-120M, koji je osim jačih motora dobio i novi, poboljšani radar Sokol-M, te nevođene rakete zrak-zrak smještene u trupu radi smanjenja otpora zraka. Umjesto dva topa NS-37 ugrađena su dva topa Nudelman-Suranov NS-23 kalibra 23 mm. Unatoč slabijim motorima trebao je postizati maksimalnu brzinu veću od 1350 km/h. Avion je prilagođen nošenju nuklearne bombe Tatjana mase 1200 kg i snage 30 kilotona.
Prvi je put poletio 1955. Iako su letna testiranja pokazala da nema dobre letne odlike, naročito ne u odnosu na najnovije sovjetske lovce, Jak-120M je ipak privukao pozornost sovjetskog ratnog zrakoplovstva. To prije što je Jak razradio i projekt nadzvučnog bombardera za nuklearne udare označenog kao Jak-123. Izvorno su ga opremili motorima Mikulin RD-9AK, čiji je potisak bio isti kao kod motora AM-9B uporabljenih na MiG-u 19, ali su im pomoćni sustavi prilagođeni ugradnji u gondole. Naknadno su motori RD-9AK zamijenjeni još naprednijim i jačim RD-9F. Kako bi se omogućile veće brzine, ugrađena su tanja krila i bolje oblikovane gondole motora. Zadržan je stakleni nos koji je više "zašiljen". Naime, projektiranje ostakljenog nosa pokazalo se daleko složenijim zahvatom nego što su projektanti to očekivali. Osim što su ga morali prilagoditi nadzvučnim brzinama, morali su i osigurati dovoljno mjesta za ciljatelja i optički ciljnički sustav. A on je pak tražio veliku zonu motrenja s obzirom na brzinu aviona. Zbog toga je prvotno rješenje bilo metalni nos aviona s osam prozora (sa svake strane tri velika i jedan mali). S donje strane nosa postavljen je veliki eliptički prozor.

Tijekom letnih testiranja Jak-123-1/Jak-26-1 dobit će i potpuno ostakljeni nos. Ugrađen je i ciljnički radar, koji se trebao rabiti za noćna djelovanja i po slaboj vidljivosti. S Jak-125B preuzet je novi, jači stajni trap. Za samoobranu je u rep ugrađena daljinski upravljana barbeta s topom AM-23 kalibra 23 mm i 100 granata. Tako opremljen avion imao je uobičajenu poletnu masu od 10 080 kg, a najveća poletna 11 200 kg.

## Opis
Prvi je let prvog prototipa obavljen 25. lipnja 1956. Letna testiranja prvog prototipa Jak-123-1, koji je letio bez radara i repne barbete, pokazala su da avion zaista može dostići nadzvučnu brzinu, ali i da pati od velikih nedostataka. U usporedbi s Il-28 imao je veću brzinu i viši vrhunac leta. Testiranja su pokazala da je operativni vrhunac leta oko 16 000 metara (prvotno je traženo da bude između 16 i 17 tisuća). Isti su zahtjevi tražili da avion na visini od 10 000 m s uključenim sustavima za naknadno izgaranje mora postići brzinu od 1225 do 1250 km/h. Jak-123-1 je na visini od 10 600 m postigao brzinu od 1230 km/h i tako postao prvi nadzvučni bombarder sovjetskog ratnog zrakoplovstva. Međutim, tijekom letnih su testiranja uočeni i mnogobrojni nedostaci. Daleko najveći nedostatak bilo je savijanje krila pri velikim brzinama, zbog čega su eleroni na vrhovima krila počeli djelovati u obrnutom smjeru. Tako, ako je pilot htio okrenuti nadesno, oni su avion usmjerili nalijevo.

Danas bi to bilo potpuno neprihvatljivo, ali sredinom pedesetih godina prošlog stoljeća u Sovjetskom je Savezu Jak-123 "obećavao", te je nastavljen razvoj. Kako je za rješavanje problema s previše savitljivim krilima trebalo vremena drugi je prototip, označen kao Jak-123-2/Jak-26-2 prenamijenjen za testiranja čvrstoće konstrukcije na zemlji. Tako je početkom 1956. dovršen Jak-26-3. Opremili su ga motorima RD-9F suhog potiska 27 kN i 37,3 kN s naknadnim izgaranjem. Još uvijek nije imao radar, ali je zato dobio repnu barbetu.

Jakovljev je najavio da s novim, jačim motorom, od Jaka 26-2 očekuje da s teretom od 1200 kg postigne visine leta od 12 000 do 14 000, te da pri brzinama od 800 do 900 km/h preleti od 2200 do 2400 km. Tako bi borbeni polumjer djelovanja bio nešto veći od 1100 km. Tijekom letnih testiranja postignuta je najveća brzina od 1230 km/h, operativni vrhunac leta od 15 300 m i najveći dolet od 2050 km.
U međuvremenu su obavljene i znatne preinake prototipa Jak-26-1 (između ostalog dobio je motore RD-9F), te su početkom 1957. započela usporedna testiranja oba aviona. Zbog povećanja spremnika za gorivo (koji su mogli primiti 2875 kg) najveća poletna masa povećana je na 11 500 kg. Zanimljivo je da je nakon svih izmjena Jak-26-1 uspio postići maksimalnu brzinu od 1400 km/h na visinama između deset i dvanaest tisuća metara.

## Uporaba
Usprkos svim poboljšanjima, sovjetsko ratno zrakoplovstvo još uvijek nije vjerovalo u Jak-26. Zbog toga je naručilo samo deset primjeraka, koji nikada nisu ušli u operativnu uporabu. Zbog političko-propagadnih razloga, jedan je 24. lipnja 1956. preletio iznad zrakoplovne izložbe Tušino, što je i najveći uspjeh Jaka 26.

Gotovo potpuno identičan s Jakom 123 trebao je biti i izvidnički Jak-122. Izrađen je samo jedan prototip, koji je prvi put poletio 1955. i čiji je razvoj obustavljen s obustavom razvoja Jaka 26.

## Tehničke karakteristike (Jak-26-3)
Izvori podataka: Hrvatski vojnik, br. 253-254
Osnovne karakteristike
- posada: 1
- dužina: 17,16 m
- raspon krila: 10,964 m

Letne karakteristike
- najveća brzina: 1230 km/h
- najveća visina leta: 15.100 m
- motor: 2 x RD-9AK